# Kanál 1

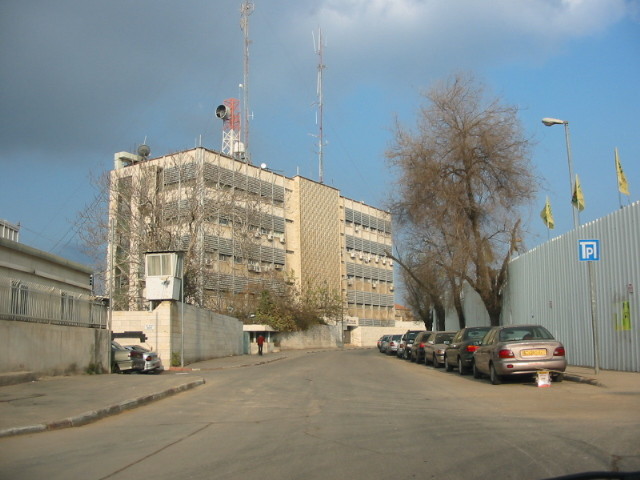
Ředitelství televize v Jeruzalémě

Logo kanálu

Kanál 1 (hebrejsky: הערוץ הראשון, ha-Aruc ha-Rišon, doslova První kanál, zkráceně Aruc 1) je nejstarší izraelská televizní stanice a jedna ze dvou pozemních stanic v zemi (druhou je Kanál 2). Je spravována Izraelským úřadem pro vysílání (Israel Broadcasting Authority). Vysílat začala 2. května 1968.

## Historie
Zákon, který zřídil Izraelský úřad pro vysílání byl schválen Knesetem 6. června 1965 a televize začala vysílat 2. května 1968. První vysílání bylo černobílé a barevné vysílání začalo 13. ledna 1982, ačkoliv některé příležitostná barevná vysílání byla i dříve, kupříkladu při příležitosti vystoupení egyptského prezidenta Anvara Sadata v Jeruzalémě v roce 1977 nebo při soutěži Eurovize v roce 1979.
Do roku 1994 se televizní stanice nazývala ha-Televizia ha-Klalit (hebrejsky: הטלוויזיה הכללית) nebo ha-Televizia ha-Jisra'elit (hebrejsky: הטלוויזיה הישראלית, doslova: Izraelská televize), ale od 4. listopadu 1993 je známá pod novým názvem.